# Erik Plogpenning
Erik IV Plogpenning, född 1216, död 9 eller 10 augusti 1250 (mördad), kung av Danmark från 1241. Son till Valdemar Sejr av Danmark. Bror till Abel och Kristofer I. Gift 9 oktober 1239 med Jutta av Sachsen.
Erik hyllades vid den äldre halvbrodern Valdemars död som kung 1232 och började sin regering 1241. Under hela sin regering låg Erik nästan oavbrutet i strid med sin yngre bror hertig Abel av Slesvig. Sitt namn skall han ha fått av en av honom pålagd plogskatt. 1250 tillfångatogs han av Abel och mördades på Slien av dennes män. Erik begravdes först i dominikanerklostrets kyrka i Slesvig, sedan i domkyrkan tills stoftet 1258 överfördes till Sankt Bendts Kirke i Ringsted, de danska kungarnas begravningskyrka. Omständigheterna runt hans död gav honom helgonrykte, och trots att han aldrig kanoniserades hyllades han som helgon.
Barn:
1. Sofia, Sveriges drottning genom sitt äktenskap med kung Valdemar Birgersson
2. Jutta
3. Agnes
4. Ingeborg, Norges drottning genom sitt äktenskap med kung Magnus Lagaböter